# Manhattan kicsiben
A Manhattan kicsiben (eredeti cím: Little Manhattan) 2005-ben bemutatott amerikai romantikus filmvígjáték, amelyet Jennifer Flackett forgatókönyvéből Mark Levin rendezett. A főbb szerepekben Josh Hutcherson, Charlie Ray, Bradley Whitford és Cynthia Nixon látható. A Regency Enterprises és a Pariah Films készítette, a 20th Century Fox forgalmazta.
Az Amerikai Egyesült Államokban 2005. szeptember 30-án mutatták be a mozikban a 20th Century Fox forgalmazásában. Magyarországon 2006. augusztus 29-én jelent meg DVD-n

## Cselekmény
Gabriel "Gabe" Burton 11 éves fiú, aki beleszeret a vele karatézni járó, Rosemary nevű osztálytársnőjébe. Amikor megtudja, hogy kiszemeltje egész nyáron egy táborban lesz, apjától kér segítséget. Az apa kiváló tervet eszel ki a fiatalok összehozására. Eközben Gabe szülei válni készülnek.

## Szereplők
- Josh Hutcherson – Gabriel "Gabe" Burton
- Charlotte Ray Rosenberg (Charlie Ray néven) – Rosemary Telesco
- Bradley Whitford – Adam Burton
- Cynthia Nixon – Leslie Burton
- Willie Garson – Ralph
- Tonye Patano – Birdie
- John Dossett – Mickey Telesco